# Puchar świata w gimnastyce sportowej
Puchar świata w gimnastyce sportowej – seria zawodów organizowana przez Międzynarodową Federację Gimnastyczną (FIG). Wraz z Mistrzostwami świata oraz sekcją gimnastyczną podczas Igrzysk Olimpijskich i Igrzysk Olimpijskich Młodzieży, są jednymi z zaledwie kilku zawodów organizowanych przez FIG. Cykl 2017-2020 jest pierwszym, który daje możliwość kwalifikacji na Letnie Igrzyska Olimpijskie.

## Historia
Międzynarodowa Federacja Gimnastyczna zorganizowała pierwsze zawody Pucharu świata w roku 1975. Początkowo, wydarzenie to było organizowane raz w roku. Zapraszano najlepszych zawodników świata, którzy brali udział w wieloboju indywidualnym oraz rozgrywkach na poszczególnych przyrządach. Zawody odgrywały dużą rolę w gimnastyce sportowej, jako że Mistrzostwa świata były organizowane jedynie co cztery lata. Po 1990 roku, FIG podjęło decyzję o zakończeniu dorocznego Pucharu świata.
W 1997, Federacja rozpoczęła Puchar świata w nowym formacie, a mianowicie jako trwający dwa lata cykl zawodów, podczas których zawodnicy mają możliwość kwalifikacji do finału Pucharu świata. W kwalifikacjach, gimnastycy otrzymywali punkty, dzięki którym mogli otrzymać awans do finałowego wydarzenia. Przykładowo, zawody w latach 1997–1998 były kwalifikacją do finału Pucharu śwata, który odbył się w 1998 roku. W przeciągu lat, zostało rozegranych sześć finałów Pucharu świata (1998, 2000, 2002, 2004, 2006 i 2008).
Na zawody w poprzednim formacie w latach 1975–1990, każdy Puchar świata był traktowany jako finał. Federacja zapraszała zawodników, którzy osiągnęli najwyższe wyniki na uprzednich Mistrzostwach świata lub Igrzyskach Olimpijskich. W następnych latach, seria kwalifikacyjna Pucharu była jedyną możliwością uzyskania miejsca w finale. Od 2009 roku, Puchar świata nie wymaga uzyskania kwalifikacji, jako że FIG zdecydował o zaprzestaniu organizacji zawodów finałowych.

## Obecny format
Od 2009 roku, Puchar świata jest serią zawodów w gimnastyce sportowej bez wydarzenia finałowego. Podczas każdych zawodów, najlepsza trójka gimnastyków i gimnastyczek w wieloboju indywidualnym lub na poszczególnych przyrządach otrzymują medale oraz nagrodę finansową.
Seria zawodów na przyrządach jest niezmiernie popularna wśród krajów o mniej zaawansowanym programie gimnastycznym, natomiast zawody w wieloboju pozwalają na udział jedynie zawodnikom o najwyższych wynikach na poprzednich Mistrzostwach świata lub Igrzyskach Olimpijskich.
Od cyklu olimpijskiego 2017-2020, zawody Pucharu świata pozwalają na uzyskanie kwalifikacji indywidualnej na Letnie Igrzyska Olimpijskie. Zawodnicy z największą liczbą punktów zebranych na poszczególnych wydarzeniach Pucharu świata otrzymają przepustkę do nadchodzących Igrzysk.

## Polscy medaliści Pucharu świata[3]
W przeciągu lat, polska kadra gimnastyki sportowej zdobyła 80 medali podczas zawodów Pucharu świata, w tym 44 medale w konkurencji mężczyzn i 36 medali w konkurencji kobiet.
Łącznie, Polacy wygrali 21 złotych medali, 34 srebrne medale i 25 brązowych medali. Najbardziej utytułowani gimnastycy podczas Pucharów świata to Marta Pihan-Kulesza (20 medali), Leszek Blanik (14 medali), Marek Łyszczarz (12 medali), Adam Kierzkowski (10 medali) i Roman Kulesza (6 medali).
| Rok  | Zawodnik            | #                                                     | Konkurencja                                           | Zawody                                                  |
| ---- | ------------------- | ----------------------------------------------------- | ----------------------------------------------------- | ------------------------------------------------------- |
| 1998 | Leszek Blanik       |                                                       | gimnastyka sportowa mężczyzn – skok                   | Kwalifikacje do 9. Finału Pucharu Świata w Paryżu       |
| 1998 | Leszek Blanik       |                                                       | gimnastyka sportowa mężczyzn – skok                   | Kwalifikacje do 9. Finału Pucharu Świata w Vancouver    |
| 1999 | Leszek Blanik       |                                                       | gimnastyka sportowa mężczyzn – skok                   | Kwalifikacje do 10. Finału Pucharu Świata w Pusan       |
| 1999 | Leszek Blanik       |                                                       | gimnastyka sportowa mężczyzn – skok                   | Kwalifikacje do 10. Finału Pucharu Świata w Zurychu     |
| 2000 | Leszek Blanik       |                                                       | gimnastyka sportowa mężczyzn – skok                   | Kwalifikacje do 10. Finału Pucharu Świata w Montreux    |
| 2000 | Leszek Blanik       |                                                       | gimnastyka sportowa mężczyzn – skok                   | Kwalifikacje do 10. Finału Pucharu Świata w Glasgow     |
| 2000 | Joanna Skowrońska   |                                                       | gimnastyka sportowa kobiet – skok                     | 10. Finał Pucharu Świata w Glasgow                      |
| 2000 | Joanna Skowrońska   |                                                       | gimnastyka sportowa kobiet – skok                     | Kwalifikacje do 11. Finału Pucharu Świata w Stuttgarcie |
| 2001 | Leszek Blanik       |                                                       | gimnastyka sportowa mężczyzn – skok                   | Kwalifikacje do 11. Finału Pucharu Świata w Chociebużu  |
| 2001 | Leszek Blanik       |                                                       | gimnastyka sportowa mężczyzn – skok                   | Kwalifikacje do 11. Finału Pucharu Świata w Stuttgarcie |
| 2002 | Joanna Skowrońska   |                                                       | gimnastyka sportowa kobiet – skok                     | Kwalifikacje do 11. Finału Pucharu Świata w Paryżu      |
| 2002 | Leszek Blanik       |                                                       | gimnastyka sportowa mężczyzn – skok                   | Kwalifikacje do 11. Finału Pucharu Świata w Paryżu      |
| 2002 | Leszek Blanik       |                                                       | gimnastyka sportowa mężczyzn – skok                   | 11. Finał Pucharu Świata w Stuttgarcie                  |
| 2003 | Leszek Blanik       |                                                       | gimnastyka sportowa mężczyzn – skok                   | Kwalifikacja do 12. Finału Pucharu Świata w Glasgow     |
| 2003 | Leszek Blanik       |                                                       | gimnastyka sportowa mężczyzn – skok                   | Kwalifikacje do 12. Finału Pucharu Świata w Stuttgarcie |
| 2004 | Leszek Blanik       |                                                       | gimnastyka sportowa mężczyzn – skok                   | Kwalifikacje do 12. Finału Pucharu Świata w Chociebużu  |
| 2004 | Leszek Blanik       |                                                       | gimnastyka sportowa mężczyzn – skok                   | Kwalifikacje do 12. Finału Pucharu Świata w Lyon        |
| 2008 | Marta Pihan-Kulesza |                                                       | gimnastyka sportowa kobiet – ćwiczenia na poręczach   | Kwalifikacje do 14. Finału Pucharu Świata w Mariborze   |
| 2009 | Adam Kierzkowski    |                                                       | gimnastyka sportowa mężczyzn – ćwiczenia na poręczach | Zawody z serii Pucharu świata w Montrealu               |
| 2009 | Marta Pihan-Kulesza |                                                       | gimnastyka sportowa kobiet – ćwiczenia na równoważni  | Zawody z serii Pucharu świata w Chociebużu              |
| 2009 | Marta Pihan-Kulesza |                                                       | gimnastyka sportowa kobiet – ćwiczenia na równoważni  | Zawody z serii Pucharu świata w Mariborze               |
| 2009 | Marta Pihan-Kulesza | gimnastyka sportowa kobiet – ćwiczenia wolne          |                                                       | Zawody z serii Pucharu świata w Mariborze               |
| 2009 | Adam Kierzkowski    |                                                       | gimnastyka sportowa mężczyzn – ćwiczenia na poręczach | Zawody z serii Pucharu świata w Mariborze               |
| 2009 | Marek Łyszczarz     |                                                       | gimnastyka sportowa mężczyzn – skok                   | Zawody z serii Pucharu świata w Mariborze               |
| 2009 | Marta Pihan-Kulesza |                                                       | gimnastyka sportowa kobiet – ćwiczenia wolne          | Zawody z serii Pucharu świata w Dausze                  |
| 2009 | Adam Kierzkowski    |                                                       | gimnastyka sportowa mężczyzn – ćwiczenia na poręczach | Zawody z serii Pucharu świata w Osijeku                 |
| 2009 | Marta Pihan-Kulesza |                                                       | gimnastyka sportowa kobiet – ćwiczenia na poręczach   | Zawody z serii Pucharu świata w Stuttgarcie             |
| 2010 | Marta Pihan-Kulesza |                                                       | gimnastyka sportowa kobiet – ćwiczenia wolne          | Zawody z serii Pucharu świata w Chociebużu              |
| 2010 | Adam Kierzkowski    |                                                       | gimnastyka sportowa mężczyzn – ćwiczenia na poręczach | Zawody z serii Pucharu świata w Dausze                  |
| 2010 | Roman Kulesza       |                                                       | gimnastyka sportowa mężczyzn – ćwiczenia na poręczach | Zawody z serii Pucharu świata w Gandawie                |
| 2010 | Roman Kulesza       | gimnastyka sportowa mężczyzn – ćwiczenia na drążku    |                                                       | Zawody z serii Pucharu świata w Gandawie                |
| 2010 | Roman Kulesza       |                                                       | gimnastyka sportowa mężczyzn – ćwiczenia na drążku    | Zawody z serii Pucharu świata w Ostrawie                |
| 2010 | Roman Kulesza       | gimnastyka sportowa mężczyzn – ćwiczenia na poręczach |                                                       | Zawody z serii Pucharu świata w Ostrawie                |
| 2010 | Adam Kierzkowski    |                                                       | gimnastyka sportowa mężczyzn – ćwiczenia na poręczach | Zawody z serii Pucharu świata w Ostrawie                |
| 2010 | Marek Łyszczarz     |                                                       | gimnastyka sportowa mężczyzn – skok                   | Zawody z serii Pucharu świata w Ostrawie                |
| 2010 | Marek Łyszczarz     | gimnastyka sportowa mężczyzn – ćwiczenia na kółkach   |                                                       | Zawody z serii Pucharu świata w Ostrawie                |
| 2010 | Paula Plichta       |                                                       | gimnastyka sportowa kobiet – skok                     | Zawody z serii Pucharu świata w Osijeku                 |
| 2010 | Paula Plichta       | gimnastyka sportowa kobiet – ćwiczenia na równoważni  |                                                       | Zawody z serii Pucharu świata w Osijeku                 |
| 2010 | Gabriela Janik      |                                                       | gimnastyka sportowa kobiet – skok                     | Zawody z serii Pucharu świata w Osijeku                 |
| 2010 | Roman Kulesza       |                                                       | gimnastyka sportowa mężczyzn – ćwiczenia na poręczach | Zawody z serii Pucharu świata w Osijeku                 |
| 2010 | Adam Kierzkowski    |                                                       | gimnastyka sportowa mężczyzn – ćwiczenia na poręczach | Zawody z serii Pucharu świata w Osijeku                 |
| 2010 | Marta Pihan-Kulesza |                                                       | gimnastyka sportowa kobiet – ćwiczenia wolne          | Zawody z serii Pucharu świata w Glasgow                 |
| 2011 | Adam Kierzkowski    |                                                       | gimnastyka sportowa mężczyzn – ćwiczenia na poręczach | Zawody z serii Pucharu świata w Moskwie                 |
| 2011 | Marek Łyszczarz     |                                                       | gimnastyka sportowa mężczyzn – skok                   | Zawody z serii Pucharu świata w Mariborze               |
| 2011 | Roman Kulesza       |                                                       | gimnastyka sportowa mężczyzn – ćwiczenia na drążku    | Zawody z serii Pucharu świata w Mariborze               |
| 2011 | Marta Pihan-Kulesza |                                                       | gimnastyka sportowa kobiet – ćwiczenia wolne          | Zawody z serii Pucharu świata w Osijeku                 |
| 2011 | Marta Pihan-Kulesza | gimnastyka sportowa kobiet – ćwiczenia na poręczach   |                                                       | Zawody z serii Pucharu świata w Osijeku                 |
| 2011 | Gabriela Janik      |                                                       | gimnastyka sportowa kobiet – skok                     | Zawody z serii Pucharu świata w Osijeku                 |
| 2011 | Adam Kierzkowski    |                                                       | gimnastyka sportowa mężczyzn – ćwiczenia na poręczach | Zawody z serii Pucharu świata w Osijeku                 |
| 2011 | Marek Łyszczarz     |                                                       | gimnastyka sportowa mężczyzn – skok                   | Zawody z serii Pucharu świata w Osijeku                 |
| 2011 | Marek Łyszczarz     |                                                       | gimnastyka sportowa mężczyzn – skok                   | Zawody z serii Pucharu świata w Ostrawie                |
| 2011 | Marta Pihan-Kulesza |                                                       | gimnastyka sportowa kobiet – ćwiczenia na poręczach   | Zawody z serii Pucharu świata w Ostrawie                |
| 2011 | Katarzyna Jurkowska |                                                       | gimnastyka sportowa kobiet – ćwiczenia na równoważni  | Zawody z serii Pucharu świata w Ostrawie                |
| 2012 | Marek Łyszczarz     |                                                       | gimnastyka sportowa mężczyzn – skok                   | Zawody z serii Pucharu świata w Dausze                  |
| 2012 | Marta Pihan-Kulesza |                                                       | gimnastyka sportowa kobiet – ćwiczenia na równoważni  | Zawody z serii Pucharu świata w Dausze                  |
| 2012 | Marek Łyszczarz     |                                                       | gimnastyka sportowa mężczyzn – skok                   | Zawody z serii Pucharu świata w Osijeku                 |
| 2012 | Marta Pihan-Kulesza |                                                       | gimnastyka sportowa kobiet – ćwiczenia na poręczach   | Zawody z serii Pucharu świata w Osijeku                 |
| 2012 | Marta Pihan-Kulesza |                                                       | gimnastyka sportowa kobiet – ćwiczenia na poręczach   | Zawody z serii Pucharu świata w Mariborze               |
| 2012 | Marta Pihan-Kulesza | gimnastyka sportowa kobiet – ćwiczenia wolne          |                                                       | Zawody z serii Pucharu świata w Mariborze               |
| 2012 | Katarzyna Jurkowska |                                                       | gimnastyka sportowa kobiet – ćwiczenia na równoważni  | Zawody z serii Pucharu świata w Mariborze               |
| 2012 | Marek Łyszczarz     |                                                       | gimnastyka sportowa mężczyzn – skok                   | Zawody z serii Pucharu świata w Mariborze               |
| 2012 | Adam Kierzkowski    |                                                       | gimnastyka sportowa mężczyzn – ćwiczenia na poręczach | Zawody z serii Pucharu świata w Mariborze               |
| 2012 | Marta Pihan-Kulesza |                                                       | gimnastyka sportowa kobiet – ćwiczenia na poręczach   | Zawody z serii Pucharu świata w Gandawie                |
| 2012 | Marek Łyszczarz     |                                                       | gimnastyka sportowa mężczyzn – skok                   | Zawody z serii Pucharu świata w Ostrawie                |
| 2012 | Adam Kierzkowski    |                                                       | gimnastyka sportowa mężczyzn – ćwiczenia na poręczach | Zawody z serii Pucharu świata w Ostrawie                |
| 2013 | Marek Łyszczarz     |                                                       | gimnastyka sportowa mężczyzn – skok                   | Zawody z serii Pucharu świata w Paryżu                  |
| 2013 | Marek Łyszczarz     |                                                       | gimnastyka sportowa mężczyzn – skok                   | Zawody z serii Pucharu świata w Lublanie                |
| 2014 | Marta Pihan-Kulesza |                                                       | gimnastyka sportowa kobiet – ćwiczenia wolne          | Zawody z serii Pucharu świata w Chociebużu              |
| 2014 | Paula Plichta       |                                                       | gimnastyka sportowa kobiet – skok                     | Zawody z serii Pucharu świata w Chociebużu              |
| 2015 | Marta Pihan-Kulesza |                                                       | gimnastyka sportowa kobiet – ćwiczenia wolne          | Zawody z serii Pucharu świata w Chociebużu              |
| 2016 | Katarzyna Jurkowska |                                                       | gimnastyka sportowa kobiet – ćwiczenia na równoważni  | Zawody z serii Pucharu świata w Chociebużu              |
| 2016 | Katarzyna Jurkowska | gimnastyka sportowa kobiet – ćwiczenia wolne          |                                                       | Zawody z serii Pucharu świata w Chociebużu              |
| 2016 | Gabriela Janik      |                                                       | gimnastyka sportowa kobiet – ćwiczenia na poręczach   | Zawody z serii Pucharu świata w Chociebużu              |
| 2016 | Katarzyna Jurkowska |                                                       | gimnastyka sportowa kobiet – skok                     | Zawody z serii Pucharu świata w Warnie                  |
| 2017 | Gabriela Janik      |                                                       | gimnastyka sportowa kobiet – ćwiczenia na poręczach   | Zawody z serii Pucharu świata w Osijeku                 |
| 2018 | Gabriela Janik      |                                                       | gimnastyka sportowa kobiet – skok                     | Zawody z serii Pucharu świata w Guimarães               |
| 2018 | Marta Pihan-Kulesza |                                                       | gimnastyka sportowa kobiet – ćwiczenia wolne          | Zawody z serii Pucharu świata w Chociebużu              |
| 2019 | Sebastian Gawroński |                                                       | gimnastyka sportowa mężczyzn – skok                   | Zawody z serii Pucharu świata w Guimarães               |
| 2020 | Sebastian Gawroński |                                                       | gimnastyka sportowa mężczyzn – skok                   | Zawody z serii Pucharu świata w Szombathely             |
| 2020 | Marta Pihan-Kulesza |                                                       | gimnastyka sportowa kobiet – ćwiczenia wolne          | Zawody z serii Pucharu świata w Szombathely             |